# Bantú somalí

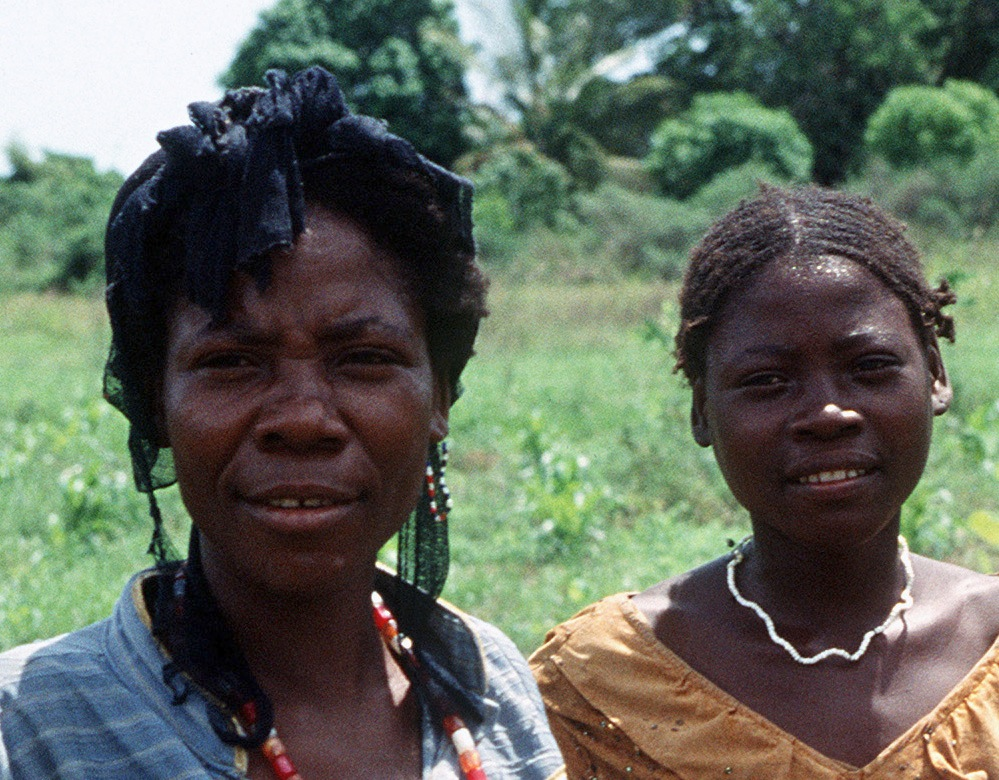
Somalíes bantúes en Kismaayo (sur de Somalia, 1993)

Los somalíes bantúes, también Jarir, Jareer, (Wa)Gosha o Muschunguli, son una minoría étnica de Somalia. En un sentido estricto, la minoría corresponde a los descendientes de diversas etnias bantúes que desembocaron en el país durante el siglo XIX tras ser vendidos como esclavos. Tras huir o ser liberados, la mayoría se estableció al sur del país, en el valle del Jubba. En un sentido más amplio, este término también incluye otros grupos de ascendencia bantú del sur de Somalia que hubieran vivido en el país antes del comercio de esclavos.
- Datos: Q1651019
- Multimedia: Somali Bantu / Q1651019